# Sudamericano Juvenil de Rugby 1978
El Sudamericano Juvenil de Rugby de 1978 fue el cuarto torneo para menores de 18 años. Se celebró en San Pablo, Brasil y estuvo organizado por la Asociación Brasilera de Rugby.
La elección de la sede resultó de la reunión de presidentes de uniones con motivo de celebrarse el Sudamericano de mayores de 1977 en Tucumán Argentina.

## Equipos participantes
- Selección juvenil de rugby de Argentina
- Selección juvenil de rugby de Brasil
- Selección juvenil de rugby de Chile
- Selección juvenil de rugby de Paraguay
- Selección juvenil de rugby de Uruguay

## Posiciones
| Pos. | Equipo    | Encuentros | Encuentros | Encuentros | Encuentros | Tantos  | Tantos    | Tantos     | Puntos |
| Pos. | Equipo    | jugados    | ganados    | empatados  | perdidos   | a favor | en contra | diferencia | Puntos |
| ---- | --------- | ---------- | ---------- | ---------- | ---------- | ------- | --------- | ---------- | ------ |
| 1    | Argentina | 4          | 4          | 0          | 0          | 273     | 6         | + 267      | 8      |
| 2    | Uruguay   | 4          | 3          | 0          | 1          | 142     | 49        | + 93       | 6      |
| 3    | Chile     | 4          | 2          | 0          | 2          | 74      | 85        | - 11       | 4      |
| 4    | Paraguay  | 4          | 1          | 0          | 3          | 40      | 226       | - 186      | 2      |
| 5    | Brasil    | 4          | 0          | 0          | 4          | 19      | 182       | - 163      | 0      |

Nota: Se otorgan 2 puntos al equipo que gane un partido, 1 al que empate, 0 al que pierda

## Cuadro de resultados[2]
|           | Bandera de Argentina | Bandera de Paraguay | Bandera de Uruguay | Bandera de Chile | Bandera de Brasil |
| --------- | -------------------- | ------------------- | ------------------ | ---------------- | ----------------- |
| Argentina |                      | 118 - 0             | 13 - 3             | 58 - 3           | 84 - 0            |
| Paraguay  | 0 - 118              |                     | 24 - 64            | 3 - 35           | 13 - 9            |
| Uruguay   | 3 - 13               | 64 - 24             |                    | 17 - 9           | 58 - 3            |
| Chile     | 3 - 58               | 35 - 3              | 9 - 17             |                  | 27 - 7            |
| Brasil    | 0 - 84               | 9 - 13              | 3 - 58             | 7 - 27           |                   |

| Bandera de Argentina |
| Campeón Argentina    |
| Cuarto título        |